# 예술지상주의
예술지상주의(藝術至上主義)는 '생명을 위한 예술'에 대해서 '예술을 위한 예술'(Art for art's sake)을 주장하는 입장이다.
예술은 인생을 위해서 봉사하는 것이 아니라, 단지 미(美)에만 봉사하여야 하며, 그 자신의 미적 완성이 유일한 목적이라고 하는 예술의 자율성(自律性)을 극단적으로 존중하는 태도이다.
19세기 중엽부터 프랑스를 중심으로 전 유럽에 퍼졌고, 고티에, 보들레르, 플로베르, 와일드 등이 대표자이다.
낭만주의, 고답파, 상징파의 시대에 걸쳐 성행되었는데 실제적인 출현은 탐미주의(眈美主義), 악미주의(惡美主義) 등에서 나타났고, 현실에서의 도피적 경향을 수반하는 경우도 있다. 작품의 내용보다 형식을 중시하는 형식주의도 이 예술주의의 입장에 선다.

## 같이 보기
- 비판 이론
- 고답파